# Maria Martins (Franse loper)
Maria Martins (Santa Katarina (Kaapverdië), 1 april 1974) is een Franse middellangeafstandsloopster, die zich heeft toegelegd op de 1500 m en de 3000 m.

## Loopbaan
Maria Martins vertegenwoordigde Frankrijk bij de Olympische Spelen van 2004 in Athene op de 1500 m. Met een tijd van 4.12,76 sneuvelde ze in de halve finale.
Ze is aangesloten bij Union Sportive Tourcoing.

## Titels
- Frans kampioene 1500 m - 2002
- Frans indoorkampioene 1500 m - 2006
- Frans indoorkampioene 3000 m - 2003, 2005
- Frans kampioene veldlopen - 2002

## Persoonlijke records
Outdoor
| Onderdeel | Tijd    | Datum        | Plaats            |
| --------- | ------- | ------------ | ----------------- |
| 800 m     | 2.02,83 | 17 juli 2004 | Sotteville        |
| 1000 m    | 2.38,91 | 15 juli 2007 | Metz              |
| 1500 m    | 4.04,55 | 4 juli 2003  | Parijs            |
| 1 mijl    | 4.28,67 | 15 juni 2003 | Villeneuve-d'Ascq |
| 3000 m    | 9.00,71 | 18 juni 2005 | Florence          |

Indoor
| Onderdeel | Tijd    | Datum            | Plaats   |
| --------- | ------- | ---------------- | -------- |
| 1500 m    | 4.11,20 | 10 februari 2006 | Eaubonne |
| 3000 m    | 8.51,76 | 6 februari 2005  | Gent     |

## Prestaties
| Jaar | Wedstrijd | Plaats   | Resultaat | Extra  |
| ---- | --------- | -------- | --------- | ------ |
| 2005 | EK indoor | Madrid   | 7e        | 3000 m |
| 2006 | WK indoor | Moskou   | 8e        | 1500 m |
| 2006 | EK        | Göteborg | 12e       | 1500 m |